# (36514) 2000 QA74
(36514) 2000 QA74 est un astéroïde de la ceinture principale d'astéroïdes découvert en 2000.

## Description
(36514) 2000 QA74 a été découvert le 24 août 2000 à l'observatoire Magdalena Ridge, situé dans le comté de Socorro, au Nouveau-Mexique (États-Unis), par le projet Lincoln Near-Earth Asteroid Research (LINEAR).

### Caractéristiques orbitales
L'orbite de cet astéroïde est caractérisée par un demi-grand axe de 2,85 ua, un périhélie de 2,65 ua, une excentricité de 0,07 et une inclinaison de 5,80° par rapport à l'écliptique. Du fait de ces caractéristiques, à savoir un demi-grand axe compris entre 2 et 3,2 ua et un périhélie supérieur à 1,666 ua, il est classé, selon la JPL Small-Body Database, comme objet de la ceinture principale d'astéroïdes.

### Caractéristiques physiques
(36514) 2000 QA74 a une magnitude absolue (H) de 14,5 et un albédo estimé à 0,065.